# Stisted
Stisted est un village et une paroisse civile de l'Essex, en Angleterre.

## Personnalités
- Andrew Motion (1952), poète, romancier et biographe anglais, ancien poète lauréat, y a grandi[1].